# Antoine-Gonthier d'Oldenbourg
Antoine-Gonthier (Anton Günther) est un prince de la maison d'Oldenbourg né le 10 novembre 1583 à Oldenbourg et mort le 19 juin 1667 à Rastede. Il règne sur le comté d'Oldenbourg de 1603 à sa mort, ainsi que sur le comté de Delmenhorst à partir de 1647.

## Biographie

### Jeunesse
Antoine-Gonthier est le cinquième des six enfants du comte Jean VII d'Oldenbourg et de son épouse Élisabeth de Schwarzbourg. Son seul frère, Jean, est mort en 1580 à l'âge de deux ans, et il grandit entouré de ses quatre sœurs Anne, Élisabeth, Catherine et Madeleine.
Son père le comte meurt le 12 novembre 1603, alors qu'il vient de fêter son vingtième anniversaire et qu'il se trouve à Hambourg, dans la suite du roi Christian IV de Danemark, qui est également son cousin. Comme il n'est pas encore majeur, il règne d'abord sous la tutelle d'un conseil où siègent le roi Christian IV et le duc Henri-Jules de Brunswick-Wolfenbüttel. Le jeune comte est reconnu majeur par l'empereur Rodolphe II le 5 mars 1605. Il se rend à la cour impériale de Prague l'année suivante pour lui rendre hommage, avant de voyager en Italie, puis à Paris et à Londres.

### Règne
En 1615, la construction de la chaussée d'Ellens (de) est achevée. Cet ouvrage imposant relie l'Oldenbourg au pays de Jever, de l'autre côté de la baie de Jade, ce qui renforce les défenses du comté face aux ambitions des comtes de Frise orientale. L'acquisition de la seigneurie de Kniphausen en 1624 vient également consolider la frontière occidentale de l'Oldenbourg.
Durant la guerre de Trente Ans, Antoine-Gonthier fait preuve d'une grande adresse diplomatique pour maintenir une politique de neutralité, en dépit des liens dynastiques qui unissent l'Oldenbourg au Danemark et des nécessités financières qui le lient à l'Empire. Ainsi, tout en proclamant son intention de ne pas financer l'effort de guerre des Impériaux, il continue à lever des impôts pour eux dans ses États.
Afin d'améliorer les revenus du comté, un droit de douane sur la Weser, le Elsflether Weserzoll (de), est instauré en 1623. Les marchands de Brême s'y opposent farouchement, mais ce droit de douane est confirmé par le traité d'Osnabrück en 1648, et ils doivent céder en 1653. Le Elsflether Weserzoll est aboli en 1820.
En 1647, Antoine-Gonthier hérite du comté de Delmenhorst à la mort du comte Christian IX, dernier représentant de la branche cadette de la maison d'Oldenbourg-Delmenhorst fondée par Antoine II.

### Succession

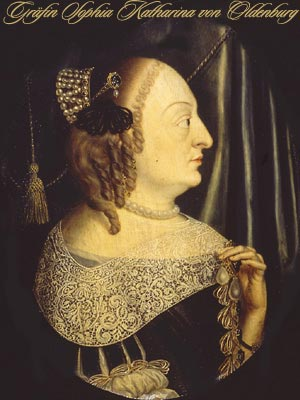
Sophie-Catherine de Schleswig-Holstein-Sonderbourg.

Antoine-Gonthier épouse en 1635 la princesse Sophie-Catherine (1617-1697), fille du duc Alexandre de Schleswig-Holstein-Sonderbourg. Ils n'ont pas d'enfants. En revanche, sa maîtresse Élisabeth d'Ungnad (1614?-1683) lui donne un fils, Antoine (de) (1633-1680). Bien qu'il ne puisse hériter de son père, cet enfant illégitime est titré comte d'Aldenbourg (de) en 1653 par l'empereur Ferdinand III.

Comme il n'a pas d'enfants légitimes, Antoine-Gonthier organise la succession de ses domaines dans son testament, réalisé en avril 1663. La majeure partie, dont Oldenbourg et Delmenhorst, en revient au roi Frédéric III de Danemark. La seigneurie de Jever revient à son neveu Jean VI d'Anhalt-Zerbst, le fils de sa sœur Madeleine et du prince Rodolphe d'Anhalt-Zerbst. Enfin, son fils illégitime Antoine reçoit Kniphausen, Varel et le château de Doorwerth (de). Les dispositions du testament d'Antoine-Gonthier sont appliquées à sa mort, quatre ans plus tard. 